# Thèreval
Thèreval est une commune française située dans le département de la Manche en région Normandie, peuplée de 1 781 habitants. Elle est créée le 1er janvier 2016 par la fusion de deux communes, sous le régime juridique des communes nouvelles. Les communes de La Chapelle-en-Juger et Hébécrevon deviennent des communes déléguées.

## Géographie

### Hydrographie
La commune est située dans le bassin Seine-Normandie. Elle est drainée par la Vire, la Terrette, la Losque, l'Orogale, le cours d'eau 01 de la commune d'Amigny, le cours d'eau 01 de la commune de la Chapelle en Juger, le cours d'eau 01 de la Mietterie, le cours d'eau 01 de la Nouillerie, le cours d'eau 01 de Rajon, le cours d'eau 03 de la commune de la Chapelle-en-Juger, le fossé 01 de la Clergerie, le fossé 01 de la commune de Hébécrevon, le fossé 01 de la Hersière, le fossé 02 de la commune de la Chapelle-en-Juger, le fossé 02 de la Nouillerie, le fossé 04 de la commune de la Chapelle en Jauger, la Losquette et divers autres petits cours d'eau,.
La Vire, d'une longueur de 128 km, prend sa source dans la commune de Vire Normandie et se jette  dans la baie de Seine en limite d'Osmanville et de Carentan-les-Marais, après avoir traversé 27 communes. Les caractéristiques hydrologiques de la Vire sont données par la station hydrologique située sur la commune de Saint-Lô. Le débit moyen mensuel est de 12,9 m3/s. Le débit moyen journalier maximum est de 245 m3/s, atteint lors de la crue du 15 février 1990. Le débit instantané maximal est quant à lui de 256 m3/s, atteint le même jour.
La Terrette, d'une longueur de 29 km, prend sa source dans la commune de Cerisy-la-Salle et se jette  dans la Taute en limite de Tribehou et de Graignes-Mesnil-Angot, après avoir traversé 13 communes. 

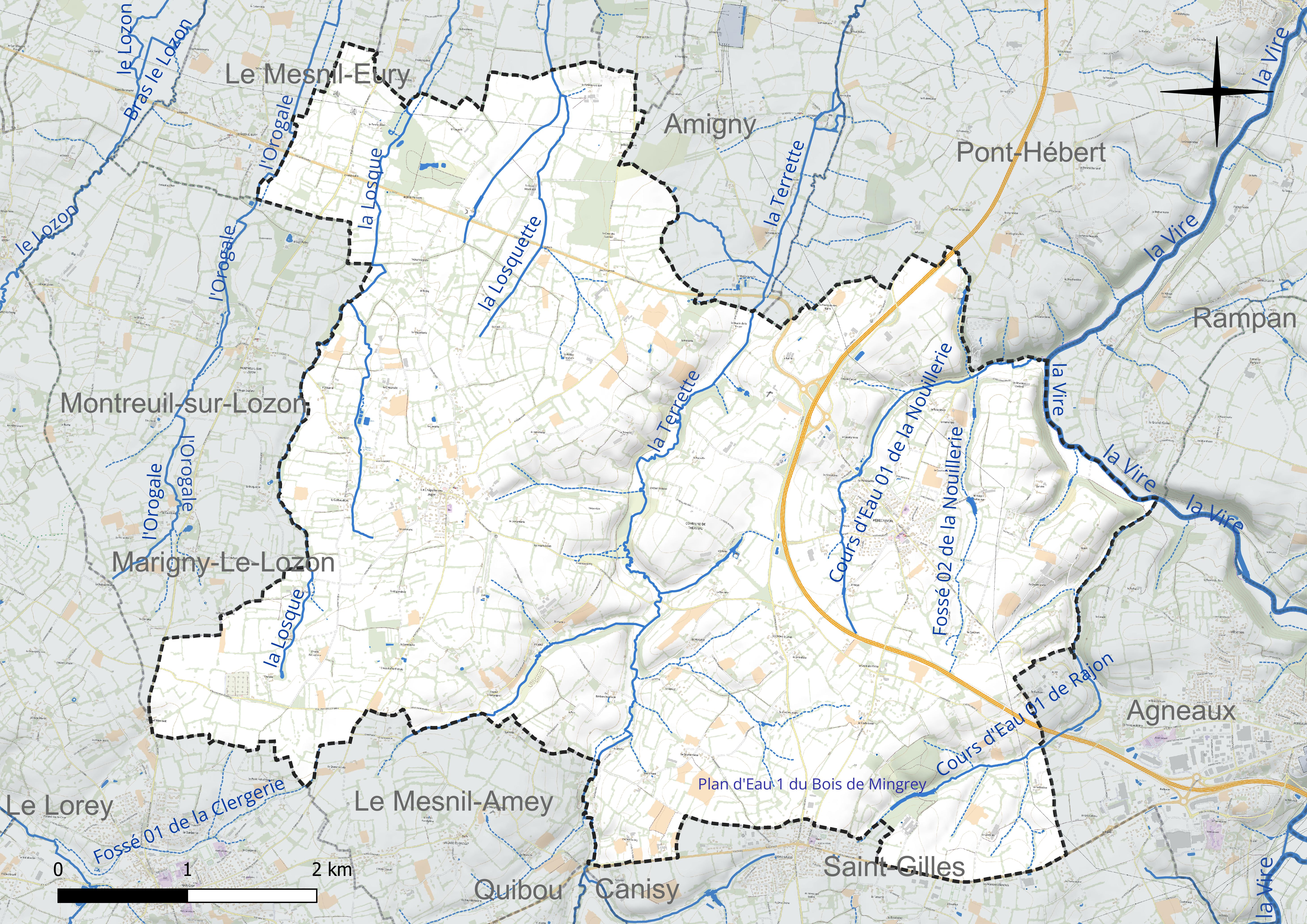
Réseau hydrographique de Thèreval.

Un plan d'eau complète le réseau hydrographique : le plan d'eau 1 du Bois de Mingrey (0,7 ha),.

### Climat
Pour des articles plus généraux, voir Climat de la Normandie et Climat de la Manche.
En 2010, le climat de la commune est de type climat océanique franc, selon une étude du CNRS s'appuyant sur une série de données couvrant la période 1971-2000. En 2020, Météo-France publie une typologie des climats de la France métropolitaine dans laquelle la commune est exposée à un climat océanique et est dans la région climatique Normandie (Cotentin, Orne), caractérisée par une pluviométrie relativement élevée (850 mm/a) et un été frais (15,5 °C) et venté. Parallèlement le GIEC normand, un groupe régional d’experts sur le climat, différencie quant à lui, dans une étude de 2020, trois grands types de climats pour la région Normandie, nuancés à une échelle plus fine par les facteurs géographiques locaux. La commune est, selon ce zonage, exposée à un « climat maritime », correspondant au Cotentin et à l'ouest du département de la Manche, frais, humide et pluvieux, où les contrastes pluviométrique et thermique sont parfois très prononcés en quelques kilomètres quand le relief est marqué.
Pour la période 1971-2000, la température annuelle moyenne est de 10,7 °C, avec une amplitude thermique annuelle de 11,8 °C. Le cumul annuel moyen de précipitations est de 947 mm, avec 13,7 jours de précipitations en janvier et 8,4 jours en juillet. Pour la période 1991-2020, la température moyenne annuelle observée sur la station météorologique la plus proche, située sur la commune de Condé-sur-Vire à 12 km à vol d'oiseau, est de 11,3 °C et le cumul annuel moyen de précipitations est de 956,7 mm,. Pour l'avenir, les paramètres climatiques de la commune estimés pour 2050 selon différents scénarios d’émission de gaz à effet de serre sont consultables sur un site dédié publié par Météo-France en novembre 2022.

## Urbanisme

### Typologie
Au 1er janvier 2024, Thèreval est catégorisée commune rurale à habitat dispersé, selon la nouvelle grille communale de densité à sept niveaux définie par l'Insee en 2022.
Elle est située hors unité urbaine. Par ailleurs la commune fait partie de l'aire d'attraction de Saint-Lô, dont elle est une commune de la couronne,. Cette aire, qui regroupe 63 communes, est catégorisée dans les aires de 50 000 à moins de 200 000 habitants,.

## Toponymie
Parmi la vingtaine de dénominations proposées par la population, les conseils ont retenu le nom de Thèreval faisant référence à la Terrette, rivière qui sépare par un val les deux communes historiques ; cette rivière était autrefois connue sous le nom de Thère, dénomination que l'on retrouve pour le lycée agricole de Thère situé sur la commune du Hommet-d'Arthenay.

## Histoire

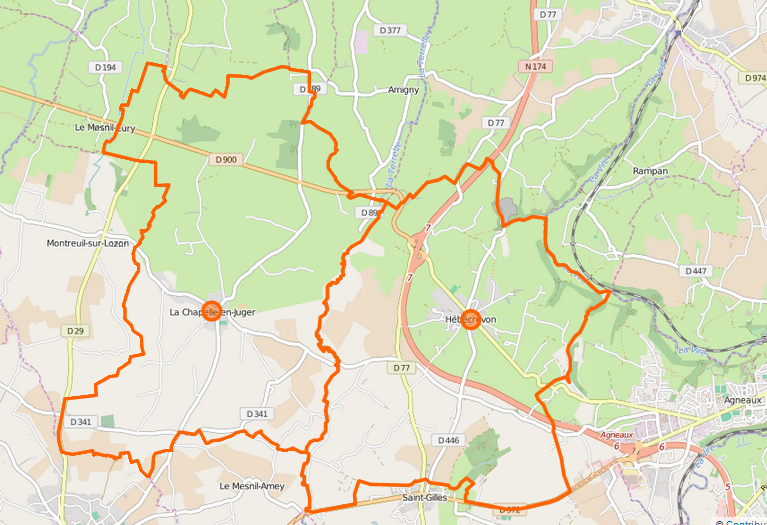
Les deux communes déléguées.

La commune est créée le 1er janvier 2016 par un arrêté préfectoral du 2 décembre 2015, par la fusion de deux communes, sous le régime juridique des communes nouvelles instauré par la loi no 2010-1563 du 16 décembre 2010 de réforme des collectivités territoriales. Les communes de La Chapelle-en-Juger et Hébécrevon deviennent des communes déléguées et Hébécrevon est le chef-lieu de la commune nouvelle.

## Politique et administration
Composé des conseillers des deux anciennes communes en attendant les élections municipales de 2020, le conseil municipal a élu le maire le 5 janvier 2016.
| Période        | Période  | Identité          | Étiquette | Qualité                       |
| -------------- | -------- | ----------------- | --------- | ----------------------------- |
| 5 janvier 2016 | En cours | Gilles Quinquenel | DVD       | Ingénieur d'études sanitaires |

## Démographie
L'évolution du nombre d'habitants est connue à travers les recensements de la population effectués dans la commune depuis sa création.
En 2022, la commune comptait 1 781 habitants, en évolution de −0,61 % par rapport à 2016 (Manche : −0,31 %, France hors Mayotte : +2,11 %).
| 2014  | 2015  | 2016  | 2017  | 2022  |
| ----- | ----- | ----- | ----- | ----- |
| 1 777 | 1 785 | 1 792 | 1 800 | 1 781 |

| Nom                  | Code Insee | Intercommunalité  | Superficie (km2) | Population (dernière pop. légale) | Densité (hab./km2) |
| -------------------- | ---------- | ----------------- | ---------------- | --------------------------------- | ------------------ |
| Hébécrevon (siège)   | 50239      | CA Saint-Lô Agglo | 13,39            | 1 137 (2021)                      | 85                 |
| La Chapelle-en-Juger | 50123      | CA Saint-Lô Agglo | 15,00            | 650 (2021)                        | 43                 |

## Culture locale et patrimoine

### Patrimoine religieux
- Église Saint-Martin, monument de la Reconstruction, d'une esthétique mitigée et à l'entretien compliqué, ce qui explique son délabrement.
- Église Saint-Pierre, datant de la Reconstruction, labellisée « patrimoine du XXe siècle » en raison de ses qualités architecturales et décoratives.
- Reconstitution de la grotte de Lourdes (près des Carrières).
- Le cimetière militaire allemand de Marigny se trouve sur le territoire de la commune.

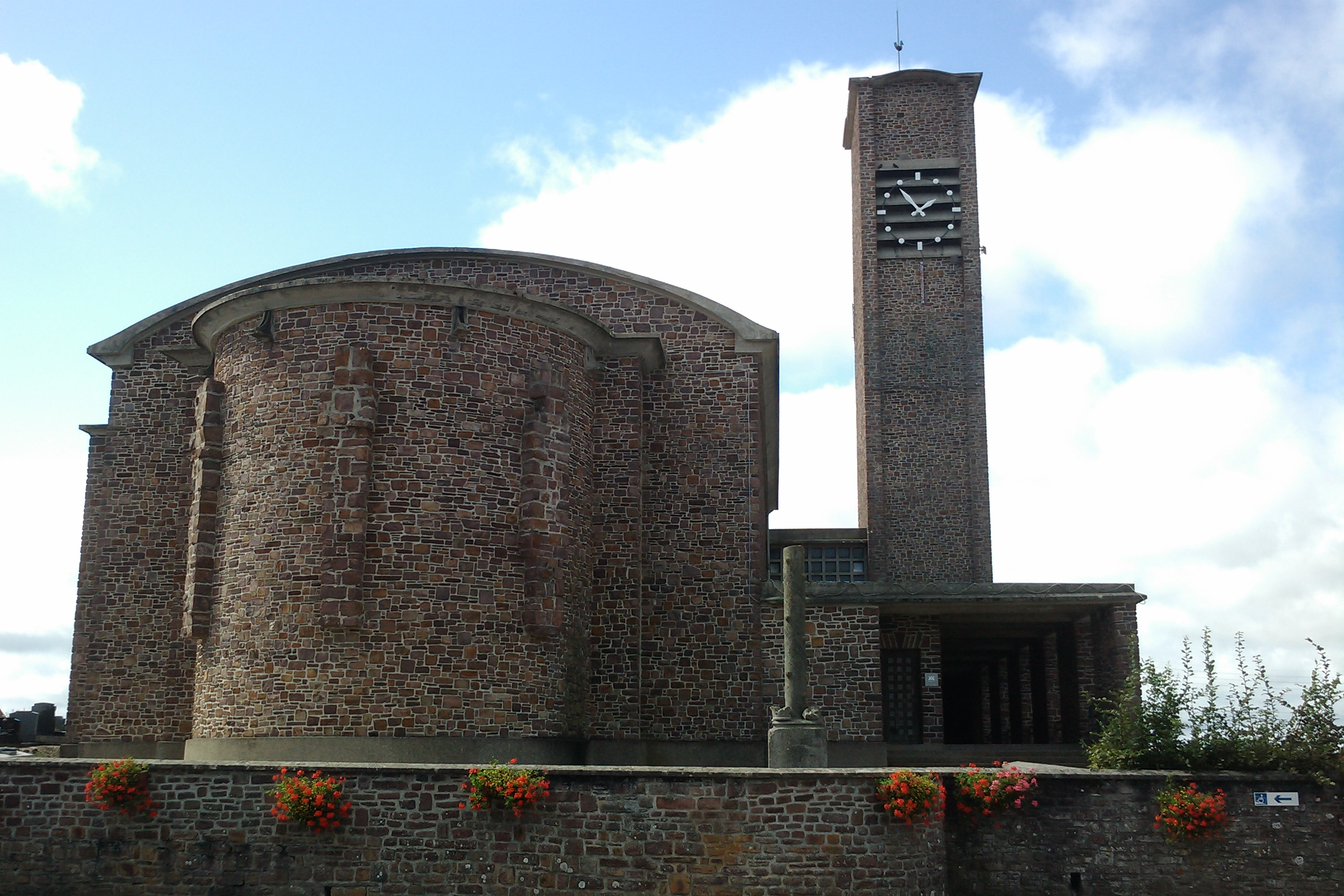
L'église Saint-Martin d'Hébécrevon.
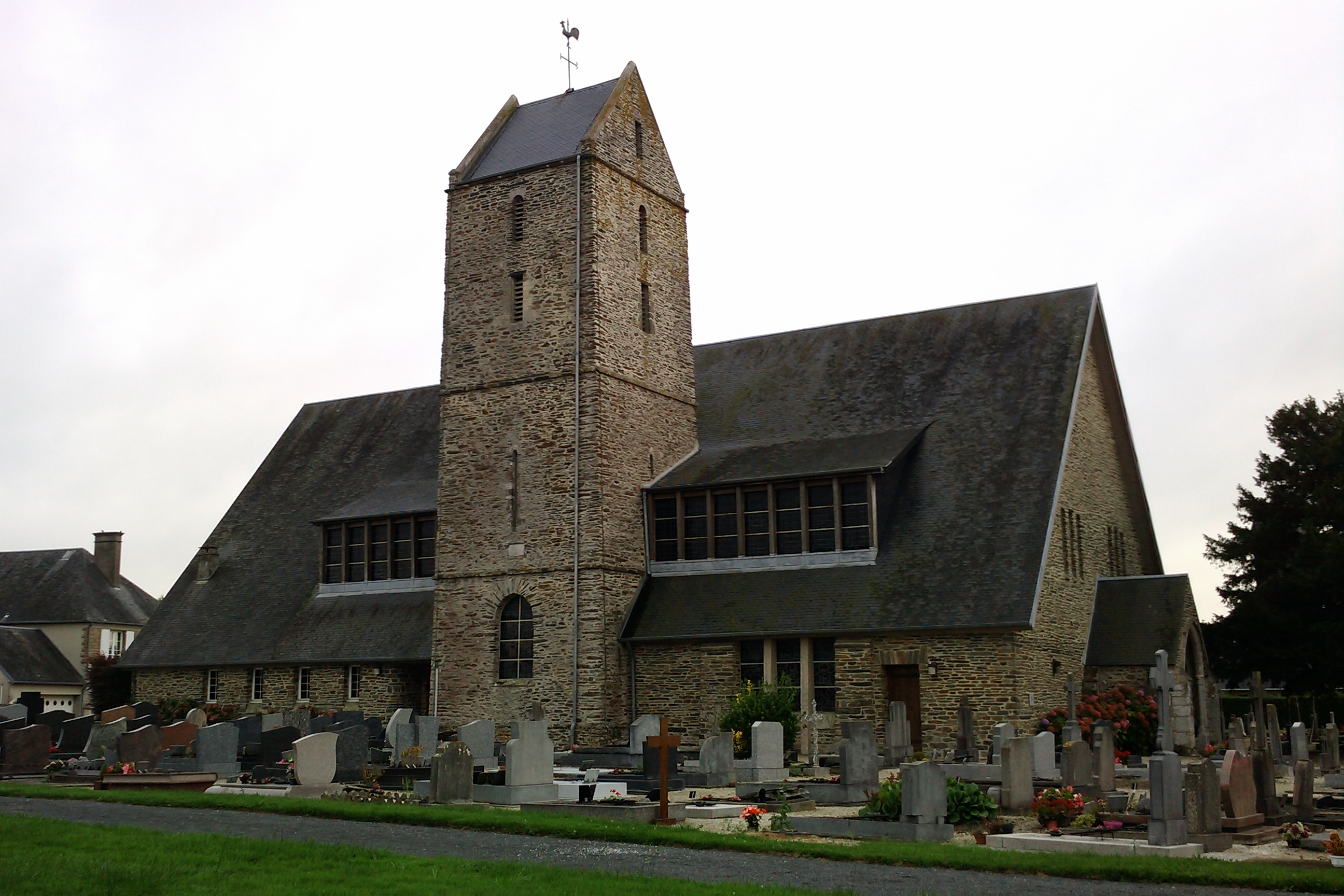
L'église Saint-Pierre de la Chapelle-en-Juger.
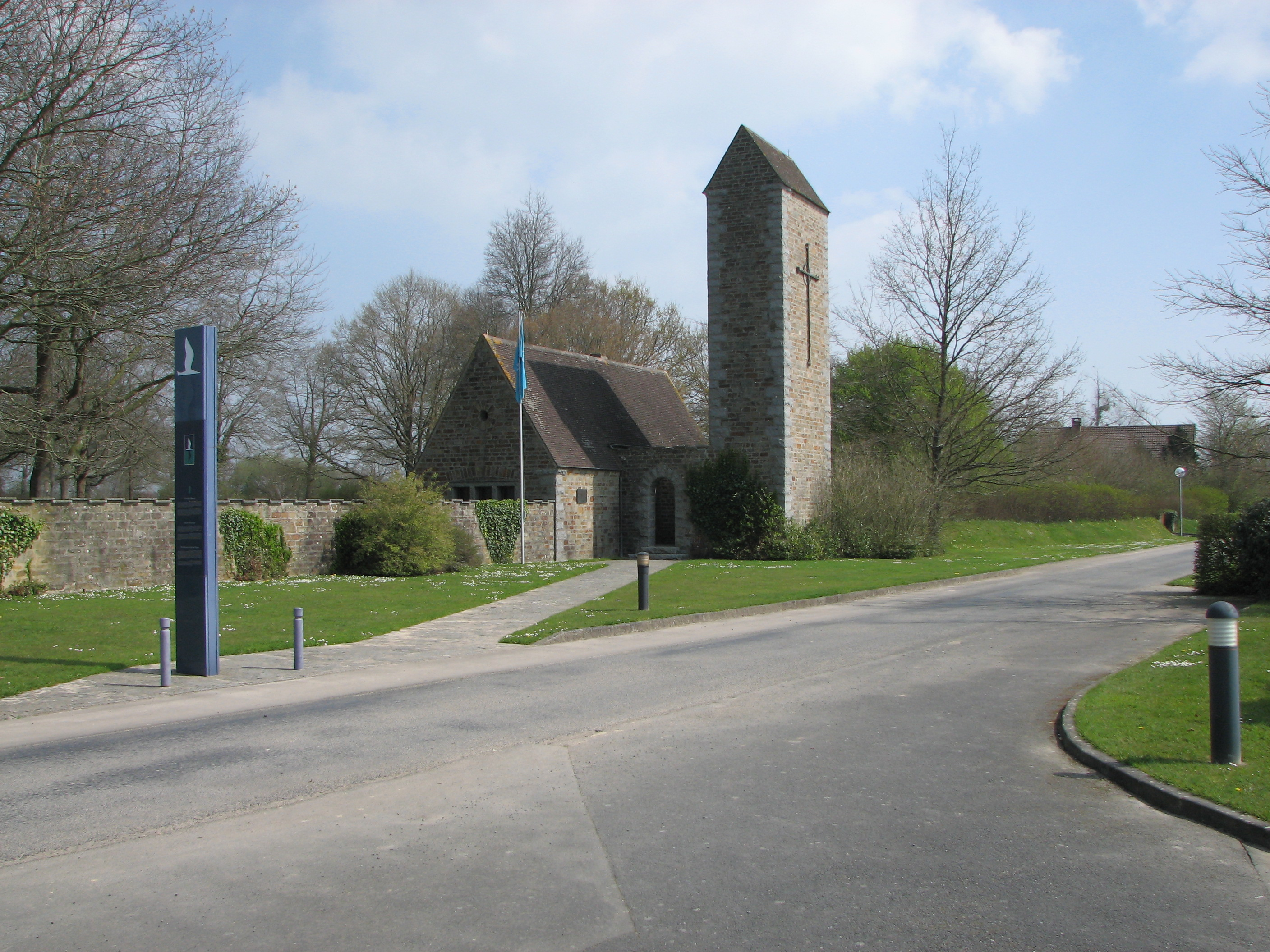
L'entrée du cimetière militaire allemand.

### Patrimoine civil

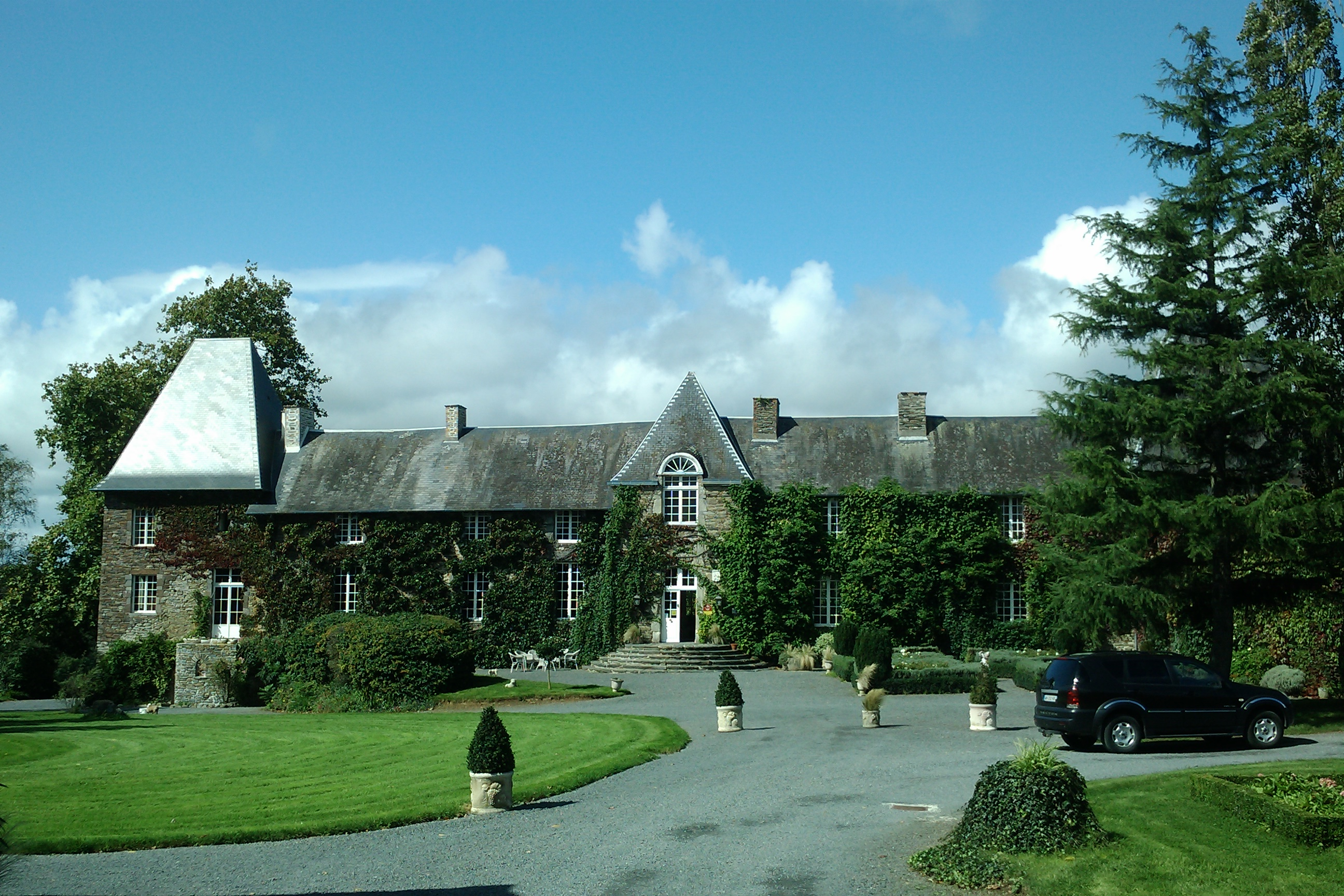
Le château de la Roque.

- La Roque, château du XVIe siècle inscrit aux Monuments historiques[38], qui a appartenu à Raymond Delisle (1943-2013), ancien champion cycliste, ainsi que les Marronniers.
- Le Castel (fin XVIe), château également inscrit.
- Château du Bas Marais, du XVIIIe siècle.
- Un monument rappelle l'opération Cobra.

## Pour approfondir